# Coccoloba latifolia
Coccoloba latifolia là một loài thực vật có hoa trong họ Rau răm. Loài này được Poir. mô tả khoa học đầu tiên năm 1804.